# Body Heat (film)
Body Heat is een neonoirfilm uit 1981 die zowel geschreven als geregisseerd werd door Lawrence Kasdan. Voor hem vormde de productie zijn regiedebuut. Voor het scenario werd hij genomineerd voor een Writers Guild of America Award. Actrice Kathleen Turner werd voor haar rol als Matty Walker zowel bij de Golden Globes als de BAFTA Awards genomineerd voor de prijs voor beste nieuwkomer.

## Verhaal
Een vrouw is op zoek naar iemand om haar echtgenoot te vermoorden. Ze begint een affaire met de advocaat Ned Racine.

## Rolverdeling
| Acteur            | Personage        |
| ----------------- | ---------------- |
| William Hurt      | Ned Racine       |
| Kathleen Turner   | Matty Walker     |
| Richard Crenna    | Edmund Walker    |
| Ted Danson        | Peter Lowenstein |
| J.A. Preston      | Oscar Grace      |
| Mickey Rourke     | Teddy Lewis      |
| Kim Zimmer        | Mary Ann Russell |
| Jane Hallaren     | Stella           |
| Lanna Saunders    | Roz Kraft        |
| Carola McGuinness | Heather Kraft    |
| Michael Ryan      | Miles Hardin     |

## Productie
Door zijn succes als scenarioschrijver kreeg Kasdan de kans een eigen scenario te verfilmen. George Lucas zorgde mee voor de financiering maar wilde niet dat zijn naam verbonden werd aan de productie vanwege het erotische karakter van de film. Voor Kathleen Turner was het haar eerste filmrol. De film betekende de eerste samenwerking tussen Kasdan en Carole Littleton, die instond voor de montage. Ze werkten nog samen aann The Big Chill,Silverado en The Accidental Tourist.